# 雨宮正武
雨宮 正武（あめみや まさたけ、本名同じ、1969年1月15日 - ）は、日本の男性声優、音響監督。東京都出身。OFFICE SAY代表。

## 人物
以前はアーツビジョンに所属していた。退所後、有限会社マキシメディアの取締役に就任。現在は声優ワークショップ「半地下吹替道場」の主催者として、主に新人声優の指導や演出、キャスティングなどを行っている。また、オーディオブックのディレクター及びナレーターとしても活躍。労苦体験手記「平和の礎」の朗読を数多く担当し、音声配信サービス「LisBo（リスボ）」で公開している。趣味はバイク、自転車、古着。

## 出演

### ライブ配信番組
- ちのえん（SHOWROOM）[3]

### オーディオブック
- 人をあるく　西郷隆盛と薩摩（著者：松尾千歳）[4]
- 小児科医が伝える　オンリーワンの花を咲かせる子育て（著者：松永正訓）[5]
- 日本の偉人 心に響く名言（著者：日本の偉人研究会）[6]